# Dikasterij za bogoštovlje i stegu sakramenata
Dikasterij za bogoštovlje i stegu sakramenata (lat. Dicasterium de Cultu Divino et Disciplina Sacramentorum, tal. Dicastero per il Culto Divino e la Disciplina dei Sacramenti) dio je Rimske kurije koji promiče svetu liturgiju prema obnovi koju je poduzeo Drugi vatikanski sabor. Područja nadležnosti odnose se na sve što Apostolskoj Stolici pripada po zakonu u pogledu uredbi i promicanja svete liturgije i nadzora kako bi se posvuda vjerno obdržavali crkveni zakoni i liturgijske norme.
Dikasterij se brine i za stegu sakramenata i pravne posljedice koje se odnose na njihovo valjano i zakonito slavlje, kao i za blagoslovine (sakramentale), ne dovodeći u pitanje nadležnost Dikasterija za nauk vjere.
Prije reforme Rimske kurije 2022., ovaj dikasterij nosio je ime Kongregacija za bogoštovlje i stegu sakramenata (lat. Congregatio de Cultu Divino et Disciplina Sacramentorum).

## Povijest
Dikasterij je nasljednik Svete kongregacije za stegu sakramenata klera (lat. Sacra Congregatio de Disciplina Sacramentorum), koja djeluje od 1908. do 1968. Godine 1975. dobiva naslov Sveta kongregcija za sakramente i bogoštovlje (lat. Congregatio de Sacramentis et Cultu Divino) nakon što je sjedinjena sa Svetom kongregacijom za bogoštovlje koja je osnovana 1969. godine, nakon preimenovanja Svete kongregacije za obrede koju je osnovao papa Siksto V. 1588.
Apostolskom konstitucijom Praedicate Evangelium od 19. ožujka 2022., promjenjeno je ime u Dikasterij za bogoštovlje i disciplinu sakramenata.

## Djelokrug
Apostolskom konstitucijom Praedicate Evangelium, papa Franjo propisao je sljedeće zadaće Dikasterija:
1. osigurati izradu ili reviziju i ažuriranje tipičnih izdanja liturgijskih knjiga;
2. potvrđuje prijevode liturgijskih knjiga na današnje jezike i priznaje njihovu prikladnu prilagodbu lokalnim kulturama, legitimno odobrenu od strane Biskupskih konferencija;
3. regulacija i promicanje liturgije;
4. promicanje liturgijske formacije na različitim razinama;
5. podupiranje povjerenstava ili instituta stvorenih za promicanje liturgijskog apostolata, glazbe, pjesme i sakralne umjetnosti;
6. osnivanje udruga koje promiču te ciljeve međunarodnog karaktera ili odobravanje njihovih statuta;
7. regulacija valjanosti i dopuštenje sakramenata;
8. formiranje liturgijskog kalendara.

## Prefekti
- kardinal Domenico Ferrata (1908. – 1914.)
- kardinal Filippo Giustini (1914. – 1920.)
- kardinal Michele Lega (1920. – 1935.)
- kardinal Domenico Jorio (1935. – 1954.)
- kardinal Benedetto Aloisi Masella (1954. – 1968.)
- kardinal Francesco Carpino (1967.)
- kardinal Francis James Brennan (1968.)
- kardinal Antonio Samoré (1968. – 1974.)
- kardinal Benno Walter Gut (1969. – 1970.)
- kardinal Arthur Tabera Araoz (1971. – 1973.)
- kardinal James Knox (1974. – 1981.)
- kardinal Giuseppe Casoria, (1981. – 1984.)
- kardinal Paul Mayer (1984. – 1988.)
- kardinal Eduardo Martínez Somalo (1988. – 1992.)
- kardinal Antonio María Javierre Ortas (1992. – 1996.)
- kardinal Jorge Arturo Medina Estévez (1996. – 2002.)
- kardinal Francis Arinze (2002. – 2008.)
- kardinal Antonio Cañizares Llovera (2008. – 2014.)
- kardinal Robert Sarah (2014. – 2021.)
- nadbiskup Arthur Roche (2021. –

## Vanjske poveznice
- Službena mrežna stranica Dikasterija